# Fujiwara no Koretada
Fujiwara no Koretada/Koremasa va ser un noble de la cort i poeta a mitjans del període Heian. "Yi Yin" era el nom d'un famós ministre que va ser nomenat Aheng per Tian Yi de la dinastia Yin a l'antiga Xina, que va exiliar temporalment Taijia i es va convertir en regent (vegeu "Incident d'Aheng").

## Visió general
L'any 941, se li va concedir el rang de Cinquè Grau Júnior. Durant les èpoques Tenryaku i Tentoku de l'era Murakami, va ocupar càrrecs militars com ara Uhyoe no Samurai, Sakonoe no Shosho i Gon no Chujo, alhora que va servir com a tresorer de cinquè rang. Durant aquest temps, la seva germana petita Yasuko es va convertir en l'emperadriu de l'emperador Murakami i va donar a llum tres fills, el príncep hereu Norihira, el príncep hereu Tamehira i el príncep hereu Morihira, consolidant la posició de la família Michisuke com a sogres.
L'any 960, el seu pare, que era ministre de la Dreta, va morir sobtadament. Aleshores, Ietada era un Júnior de Quart Grau Superior, Cap Cambern i Vice Capità Mitjà de la Guàrdia Esquerra, i els seus germans menors Kanemichi i Kaneie només eren Júnior de Quart Grau Inferior, Vice Daifu del Chugu i Sènior de Cinquè Grau Inferior, Shonoagon, respectivament. No obstant això, a petició ferma de l'emperador Murakami, que havia nomenat el príncep Norihira com a príncep hereu, Koretada va avançar al càrrec de conseller a la cerimònia de nomenament d'aquell mateix any, i el gener de 967 se li va atorgar el rang de Tercer Grau Júnior i va ser ascendit a Gon Chunagon, saltant-se per sobre dels quatre consellers majors de Yobushi nooto genobu, i Fujiwara no Tomonari). Durant aquest temps, va enviar els seus germans menors Kanemichi i Kaneie als càrrecs de Kurodo no kami (cap de la Cort Imperial), reforçant la seva relació amb l'emperador Murakami.
El maig del mateix any, l'emperador Murakami va morir i el príncep Norihira va pujar al tron (emperador Reizei), i Koretada es va convertir en l'oncle matern de l'emperador. Com que Koretada no tenia experiència com a ministre, el seu oncle, Saneyori, va ser nomenat regent i gran ministre en lloc del difunt Michisuke, però Koretada i els seus germans van prendre el lideratge de la política. Al desembre, va ser nomenat Gon Dainagon, i l'any següent (968), va ser ascendit a Shosanmi. Iyo va fer que la seva filla, Ueshiba, entrés a la cort imperial com a consort de l'emperador Reizei, i el mateix any va néixer el príncep Morosada.
Com que l'emperador Reizei patia una bogeria i no s'esperava que regnés per molt de temps, es va decidir ràpidament nomenar el seu germà complet, el príncep Tametama o el príncep Moritama com a príncep hereu. El jove príncep Morihira va ser escollit perquè l'esposa del príncep Tamehira era filla del ministre de l'Esquerra, Minamoto Takaakira, i el clan Fujiwara temien que el clan Minamoto algun dia es convertís en parents mitjançant el matrimoni. A més, l'any següent, 969, Takaakira va ser acusat de sobte de traïció per Minamoto no Mitsunaka, i va ser degradat a Dazaifu (l'incident d'Anwa). No és clar qui va ser el director d'aquesta conspiració, però una teoria és que va ser Yi Yin. El mateix any, l'emperador Reizei va abdicar a favor del príncep Morihira (emperador En'yu). El príncep Morosada, net d'Iyo per matrimoni, va ser nomenat príncep hereu.
El gener del primer any de Tenroku (970), esdevingué ministre de la Dreta. Quan Saneyori va morir al maig, Koretada el va succeir com a cap del clan Fujiwara i va ser nomenat regent. L'any següent, el 971, va ser nomenat Gran Ministre d'Estat i promogut a Shonii (Segon Grau Sènior). En aquest moment, Iyo s'havia convertit en la figura principal de la Cort Imperial tant en nom com en realitat, però poc després, cap a l'agost de 972, va caure malalt. A l'octubre, el seu estat s'havia tornat greu, i l'emperador En'yu li va donar 80 ajuts mèdics per ajudar a curar la seva malaltia No obstant això, a finals d'octubre, en adonar-se que estava a punt de morir, Ietada va demanar la dimissió del seu càrrec de regent, i va morir l'1 de novembre. Va morir als 49 anys. El seu darrer rang oficial va ser Daijo Daijin (Gran Ministre d'Estat, Segon Grau). Se li va concedir el primer rang i se li va donar el nom pòstum de príncep Kentoku. Es diu que la causa de la mort és la malaltia per beure aigua (diabetis) o un ebullició.

## Després de la mort
Dotze anys després de la seva mort, el 984, l'emperador En'yu va abdicar i el príncep Morosada, net de Koretada per matrimoni, va pujar al tron (emperador Kazan). El seu oncle matern, el fill de l'emperador Koretada, Chunagon Yoshikane, estava a càrrec dels afers de la cort, però l'emperador Kazan aviat es va convertir en monjo i va abdicar a causa d'un pla de Kaneie, i Kaneie, l'avi matern del nou emperador, l'emperador Ichijo, es va convertir en regent (l'incident de Kanna). Mentre que els descendents de Kaneie van prosperar com a línia legítima del clan Fujiwara, Yoshikane es va desesperar i es va retirar per convertir-se en monjo, i la línia de Koretada no va prosperar després.

## Persona
Koretada era un home de gran luxe, i el dia d'un gran banquet, les parets del seu dormitori eren una mica fosques, així que les va tornar a cobrir amb un paper Mutsu molt car. El seu pare, Michisuke, havia ensenyat als seus descendents a ser frugal, però Koretada no va seguir aquest ensenyament.
Va destacar en la poesia waka, i el 951 va ser nomenat cap de l'Oficina de Selecció de Waka, que es va establir a Nashiho, i va estar profundament implicat en la compilació del "Gosen Wakashu", incloent la supervisió dels cinc poetes de Nashiho. Trenta-vuit dels seus poemes van ser inclosos en antologies imperials, inclòs el Gosen Wakashū (dos poemes). Té una col·lecció familiar anomenada" Ichijo Regent Goshu" ("Toyoinshu").
Fujiwara no Yukinari, un famós cal·lígraf, era el seu net, i els seus descendents van fer de la cal·ligrafia la seva professió com a família Sesonji, que va continuar fins al període Sengoku.

## Anècdota
La següent anècdota sobre la jove mort de Koretada es troba a l'"Okagami".

Tot i que el pare de Koretada, Morosuke, havia demanat en el seu testament que el seu funeral fos extremadament senzill, Koretada va celebrar la cerimònia habitual. Hi va haver un rumor que Koretada va morir aviat perquè va desobeir la voluntat de Michisuke. Quan Iyo era jove, va ser candidat al càrrec de Kurodo no Kami juntament amb Fujiwara no Asanari durant la cerimònia electoral. Asanari va suplicar a Ietada que li cedís el tron, dient que com que Ietada era encara jove i provenia d'una bona família, hi hauria més oportunitats en el futur, però que aquesta era la seva última oportunitat i li hauria de cedir. Ietada hi va acceptar, però al final Ietada es va convertir en el cap dels Chamberlains. Asanari es va convertir en un esperit viu i va causar malediccions, matant Ietada poc després que esdevingués regent, i també maleint els seus fills. A més, no hi ha proves registrades que els dos homes competeixin per a càrrecs oficials, i Koretada va morir abans que Asanari. Ogura Hyakunin Isshu núm. 45.
| « | "Em pregunto si els que s'haurien de dir lamentables haurien d'acabar malgastant la vida amb els seus pensaments." | » |

És conegut com el poema inicial de l'antologia familiar "Ichijo Regent Goshu". És un conte de cançons que s'estructura al voltant del personatge d'un funcionari de baix rang.

## Carrera oficial
Data = calendari lunar

- 7 de febrer de 941 (4t any de Tenkei): li atorga el rang de noblesa (Junior Fifth Rank). 12 d'abril: Ascensió
- 17 de desembre de 942: Chamberlain
- 7 de març de 946: Uhee no Samurai
- 7 de gener de 948 (Tenryaku 2): Cinquè rang júnior. 30 de gener: General de Divisió de la Guàrdia d'Esquerra. 9 d'octubre: Fifth Rank Kurodo (segons una teoria, febrer).
- 24è dia del primer mes del tercer any de Tenryaku (949): Kaneminosuke
- 30 de gener de 951 (Tenryaku 5): Kanekii Gonnosuke. Data desconeguda: cap de l'Oficina de poesia de Wakasho
- 7è dia del primer mes del 6è any de Tenryaku ( 952 ): Shogoi (5è rang)
- 7 de gener de 955 (Tenryaku 9): quart rang júnior. 17 de gener: Ascensió al palau. 27 de juliol: Vicecapità Esquerra de la Guàrdia. * 7 d'agost: cap dels camarlencs
- 24 de març de 956 (Tenryaku 10): príncep hereu Gonnosuke (príncep hereu Norihira)
- Tentoku 2 (958) 30 de gener: Kane Iyo Gonnokami
- 7 de gener de 960 (4t any de Tentoku): Júnior de quart rang superior. 9 d'agost: Kaneiyo no Kami. 22 d'agost: nomenat conseller i capità mig esquerre de la Guàrdia Imperial, Nyogen.
- Tentoku 5è any (961) 25 de gener: nomenat simultàniament com a Iyo no Kami (segons una teoria, nomenat simultàniament com a Kii Gon no Kami, o designat simultàniament com a 25 de març)
- 22 de gener de 963 (Owa 3): Kanebichu no Kami
- 7è dia del primer mes de l'era Kōhō (965): quart rang júnior, grau inferior
- 20 de gener de 967 (4t any de Kōhō): Tercer Grau Júnior, Gon Chunagon. 13 de desembre: Gon Dainagon
- 23 de novembre de 968: Tercer Grau Sènior
- 26 de març de 969 (2n any d'Anwa): Gran Ministre i Comandant de la Guàrdia Dreta. 11 de novembre: General de la Guàrdia d'Esquerra
- 27 de gener de 970 (3r any d'Anwa): Ministre de la Dreta. 2 de febrer: Esquerra del general Nyogen de la Guàrdia Imperial. 20 de maig: proclamat regent, ministre de la dreta i comandant en cap de la guàrdia d'esquerres. 13 de juliol: Segona classificació Júnior. 28 de juliol: Dimiteix com a general de la Guàrdia d'Esquerra. 20 d'octubre: Chief Brewer
- Tenroku 2n any (971) 2 de novembre: Segon rang
- 23 d'octubre de 972 (Tenroku 3): Dimiteix com a regència.[10] 1 de novembre: Mor (Gran Ministre d'Estat, Segon Grau). 5 de novembre: va atorgar el rang de Shoichii, va rebre el títol de feu de la província de Mikawa i va rebre el títol pòstum de Kentoku-ko.

## Genealogia
- Pare: Fujiwara no Morosuke
- Mare: Fujiwara no Moriko - filla de Fujiwara no Tsunekuni
- Esposa: Princesa Keiko - Filla del príncep Yomei
  - Nens: Fujiwara Chikakata
  - Masculí: Fujiwara Korekata
  - Segon fill: Fujiwara no Takayoshi (953-974)
  - Tercer fill: Fujiwara no Yoshitaka (954-974) - descendents de la família Sesonji
  - Cinquè fill: Fujiwara no Yoshikane (957-1008)
  - Filla gran: Fujiwara no Kaishi (945-975) - Emperadriu vídua de l'emperador Reizei, mare de l'emperador Kazan
  - Novena filla: princesa Tametaka
- Esposa: Idono - filla de Minamoto Nobuaki
  - Quart fill: Fujiwara Mitsuaki (?-982)
  - Dona: Dainagon-kimi ( esposa de Minamoto no Fuyoshi)
- Mare biològica desconeguda
  - Masculí: Fujiwara Shukyo
  - Home: Gyogen - Ajari del temple Onjoji
  - Femení: habitació de Fujiwara Takaka
  - Segona filla: dona de Fujiwara no Tamemitsu (?-985[11])
  - Dona: concubina de Fujiwara Tamemitsu
  - Quarta filla: esposa de Fujiwara no Tadakimi , esposa de Gogen no Chikata